# Josef Molzer
Josef Molzer (Vienna, 28 febbraio 1906 – Vienna, 29 agosto 1987) è stato un allenatore di calcio e calciatore austriaco, di ruolo attaccante.

## Palmarès

### Giocatore

#### Competizioni nazionali
- Coppa d'Austria: 4

Austria Vienna: 1932-1933, 1934-1935, 1935-1936
First Vienna: 1936-1937

#### Competizioni internazionali
- Coppa dell'Europa Centrale: 1

FK Austria: 1933